# Думанський Павло Романович

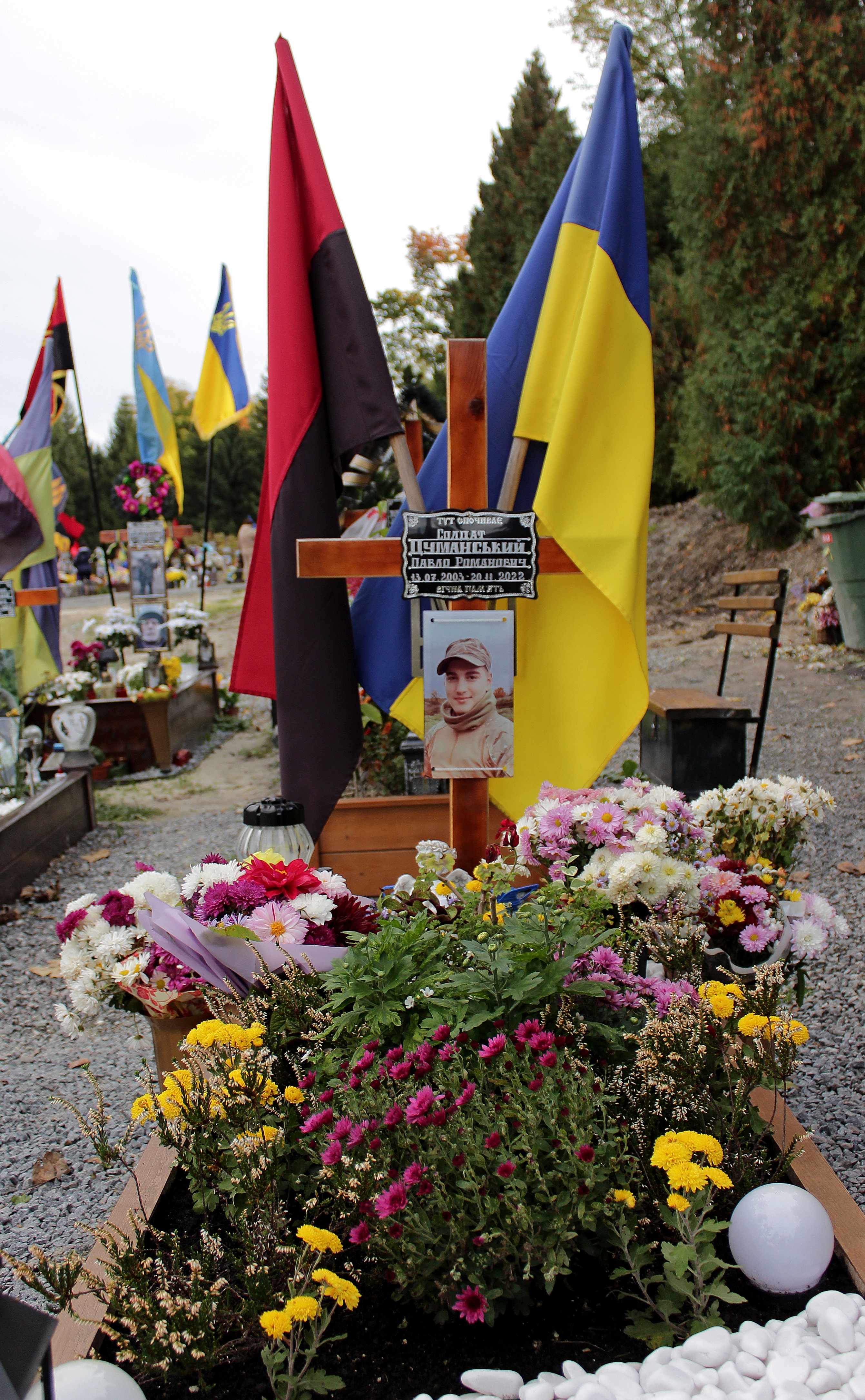

Павло Романович Думанський (13 липня 2003 — 20 листопада 2022) — український спортсмен, військовослужбовець, солдат 125-ї окремої бригади територіальної оборони. Учасник російсько-української війни. Герой України (2023, посмертно).

## Життєпис
Павло Думанський народився 13 липня 2003 року.
Навчався в Ліцеї № 80 м. Львова. Закінчив Автомобільно-дорожній фаховий коледж Національного університету «Львівська політехніка».
Вихованець спортивного клубу кіокушинкай карате «Канку»; багаторазовий призер змагань.
З початком повномасштабного російського вторгнення був активним учасником будівництва оборонних споруд. У березні того ж року добровольцем служив у складі 125-ї окремої бригади територіальної оборони.
Загинув 20 листопада 2022 року.
Похований на Полі Почесних поховань 86 А Личаківського цвинтаря.

## Вшанування пам'яті
У місті Львів вулицю Академіка Ігоря Юхновського перейменували на вулицю Павла Думанського.

## Нагороди
- звання Герой України з удостоєнням ордена «Золота Зірка» (29 вересня 2023, посмертно) — за особисту мужність і героїзм, виявлені у захисті державного суверенітету та територіальної цілісності України, самовіддане служіння Українському народові[2].